# Кикути, Моэми
Моэми Кикути (яп. 菊池 萌水, родилась 6 апреля 1992 года, Саку, префектура Нагано)) — конькобежка, специализирующаяся в шорт-треке. Участвовала в зимних Олимпийских играх 2014 года, бронзовый призёр чемпионата мира 2017 года в эстафете. 

## Спортивная карьера
Моэми Кикути выросла в семье конькобежцев, где четверо из пяти дочерей были успешными конькобежцами и является четвёртой дочерью из пяти сестер, вторая дочь - Аяка Кикути, золотая медалистка командного зачета по конькобежному спорту на Олимпийских играх в Пхенчхане. Юки Кикути, третья дочь, и Сумирэ Кикути, пятая дочь, также выросли в семье, которую называли шорт-треком. Она занялась шорт-треком во втором классе начальной школы в возрасте 7-ми лет по совету её мамы. Окончила среднюю школу Нозава-кита в префектуре Нагано.
Моэми на международном уровне впервые появилась на юниорском чемпионате мира 2009 года в Шербруке, заняв 6-е место в эстафете. В следующем году была 12-й в многоборье и заняла 6-е место в эстафете на юниорском чемпионате мира в Тайбэе. В ноябре выиграла Всеяпонский чемпионат по шорт-треку среди юниоров, а в январе 2011 года на юниорском чемпионате мира в Курмайоре в эстафете заняла 5-е место и 12-е лучшее на дистанции 500 м.
Два года она не участвовала за национальную сборную, а в декабре 2013 года на соревнованиях по отбору игроков национальной сборной Японии, она заняла 5-е общее место и стала запасным игроком в эстафете на Олимпиаду. В феврале 2014 на зимних Олимпийских играх в Сочи Моэми так и не выступила в эстафете, оставшись запасной. На чемпионате мира 2014 года в Монреале в марте она заняла 36-е место в многоборье и 8-е место в эстафете. 
В начале сезона 2014/15 она дебютировала на Кубке мира и лучшее место показала в Монреале, заняв 5 место на дистанции 1500 м. В январе 2015 года на зимней Универсиаде в Гранаде она заняла 4-е место в эстафете, а в марте на чемпионате мира 2015 года в Москве вновь 4-е место в эстафете и 14-е в личном многоборье. В феврале 2016 года на Кубке мира в Дрездене заняла 3-е место в эстафете и 4-е место на 1500 м в Дордрехте. 
На чемпионате мира 2016 года в Сеуле она 7-е место в эстафете. На Зимней Универсиаде 2017 года в Алматы она завоевала бронзовую медаль на дистанции 1500 м. Кроме того, она заняла 9-е место на дистанции 1000 м и 4-е место на дистанции 500 м. В следующем месяце на чемпионате мира 2017 года в Роттердаме заняла 22-е место в многоборье и завоевала бронзовую медаль в эстафете.
Моэми Кикути победила в абсолютном первенстве на Всеяпонском чемпионате по шорт-треку в сезоне 2016/2017 годов. Сезон 2017/18 еще хуже был, чем когда-либо. Финальный отбор на зимние Олимпийские игры и всеяпонский чемпионат, состоявшийся в декабре 2017 года
провела вяло, и пропустила Олимпийские игры в Пхёнчхане. В сезоне 2018/19 Кубка мира ISU в Калгари установила новый рекорд Японии  в составе эстафеты. В ноябре на этапе в Солт-Лейк-Сити завоевала бронзовую медаль в эстафете..
В следующем сезоне 2019/2020 годов ещё дважды в составе команды поднималась на 7-е место на Кубке мира в Солт-Лейк-Сити и Нагое, и заняла 5-е место в декабре в Шанхае. Она установила новый рекорд Японии и выиграла медаль в эстафете на 5-м этапе Кубка мира в Дрездене в феврале 2020 года. В марте все соревнования отменили из-за пандемии коронавируса и только в сезоне 2021/2022 начала с выступлении на Кубке мира. На этапах в Пекине и Дебрецене в составе эстафеты занимала 11-е места.

## Личная жизнь
В марте 2016 года Моэми Кикути заключила однолетний контракт о совместном спонсорстве с косметической компанией "Янагия Хонтен", а в 2017 продлила спонсорский контракт. Она прошла курс спортивных научных исследований в аспирантуре Университета Васэда, учится на факультете социологии. Является членом скейт-клуба  Университета Васэда
Муж сестры Аяко Кэйитиро Нагасима представлял Японию в конькобежном спорте и завоевал серебро на дистанции 500 м на зимних Олимпийских играх 2010 года в Ванкувере. Нагасима также занимал должность главного тренера национальной сборной Японии по шорт-треку.